# Liste der Monuments historiques in Fresnes (Val-de-Marne)
Die Liste der Monuments historiques in Fresnes (Val-de-Marne) führt die Monuments historiques in der französischen Stadt Fresnes auf.

## Liste der Bauwerke
| Bezeichnung                         | Beschreibung | Standort                                      | Kennzeichnung | Schutzstatus | Datum | Bild           |
| ----------------------------------- | ------------ | --------------------------------------------- | ------------- | ------------ | ----- | -------------- |
| Aquädukt Médicis: regard Nr. 4      |              | Rue du Regard Rue des Groux (Lage)            | PA00079875    | Inscrit      | 1988  | weitere Bilder |
| Aquädukt Médicis: regard Nr. 5      |              | 4, allée des Renardeaux (Lage)                | PA00079875    | Inscrit      | 1988  | weitere Bilder |
| Aquädukt Médicis: regard de la Loge |              | Avenue du Parc-Médicis Voie des Otages (Lage) | PA00079875    | Inscrit      | 1988  | weitere Bilder |
| Château de Berny (Schloss)          |              | 30, rue Jules-Guesde (Lage)                   | PA00079876    | Inscrit      | 1929  | weitere Bilder |

## Liste der Objekte
- Monuments historiques (Objekte) in Fresnes (Val-de-Marne) in der Base Palissy des französischen Kultusministeriums